# Eyjeaux
Eyjeaux ist eine französische Gemeinde mit 1335 Einwohnern (Stand: 1. Januar 2022) im Département Haute-Vienne in der Region Nouvelle-Aquitaine. Sie gehört zum Arrondissement Limoges und zum Kanton Condat-sur-Vienne. Die Bewohner werden Esgaloniens und Esgaloniennes genannt. 

## Geografie
Eyjeaux liegt im Limousin, etwa 12 Kilometer südöstlich von Limoges. Viele Flüsse durchqueren die Gemeinde und ihre Umgebung im Valoine-Tal, wie zum Beispiel der Bouloux oder viele kleine Bäche, die entweder in den Bouloux oder weiter in die Roselle münden. Aus letzteren entstehen in den Ortschaften der Gemeinde etwa zehn kleine Teiche.
Die Nachbargemeinden sind Aureil im Norden, La Geneytouse im Nordosten, Saint-Paul im Osten, Saint-Hilaire-Bonneval im Süden, Boisseuil im Westen und Feytiat im Nordwesten.

## Geschichte
In der Gemarkung der Nachbargemeinde Saint-Paul existierte von 1939 bis 1944 das Internierungslager Camp de Saint-Paul-d'Eyjeaux. Der Zusatz „Eyjeaux“ im Namen dieses Lagers lässt sich dadurch erklären, dass die Nachbargemeinde häufig Saint-Paul-d'Eyjeaux genannt wird, wie auch auf alten Postkarten zu sehen ist.

## Bevölkerungsentwicklung
| Jahr      | 1962 | 1968 | 1975 | 1982 | 1990 | 1999 | 2008 | 2013 | 2020 |
| --------- | ---- | ---- | ---- | ---- | ---- | ---- | ---- | ---- | ---- |
| Einwohner | 608  | 587  | 656  | 768  | 828  | 886  | 1193 | 1229 | 1313 |

## Sehenswürdigkeiten
- Schloss von Eyjeaux. Im Jahr 1441 erhielt der Gutsherr Foulques de Junhac die Genehmigung zum Bau einer Lustresidenz mit vier Türmen an den Ecken, einer auskragenden Wehrgaube über der Tür, einem Wendeltreppenturm und einer Palisade rund um die Burg. Jede andere Befestigungsanlage war verboten. Dieses Gebäude hat einen rechteckigen Grundriss. Vor der Haupteingangsfassade erhebt sich ein halbfertiger quadratischer Turm, in dem sich die Wendeltreppe befindet. An der südwestlichen Ecke ist ein großer runder Turm errichtet. Die anderen drei Winkel haben Scharwachttürme. Im Jahr 1441 waren vier Türme geplant. Ein vierter wurde zweifellos an der südwestlichen Ecke des Gebäudes errichtet und dann abgerissen, um Platz für den großen runden Eckturm zu machen. Das Schloss ist seit 1988 als Monument historique eingeschrieben.
- Kirche Saint-Martin-de-Tours aus dem 12. Jahrhundert, seit 1926 als Monument historique eingeschrieben

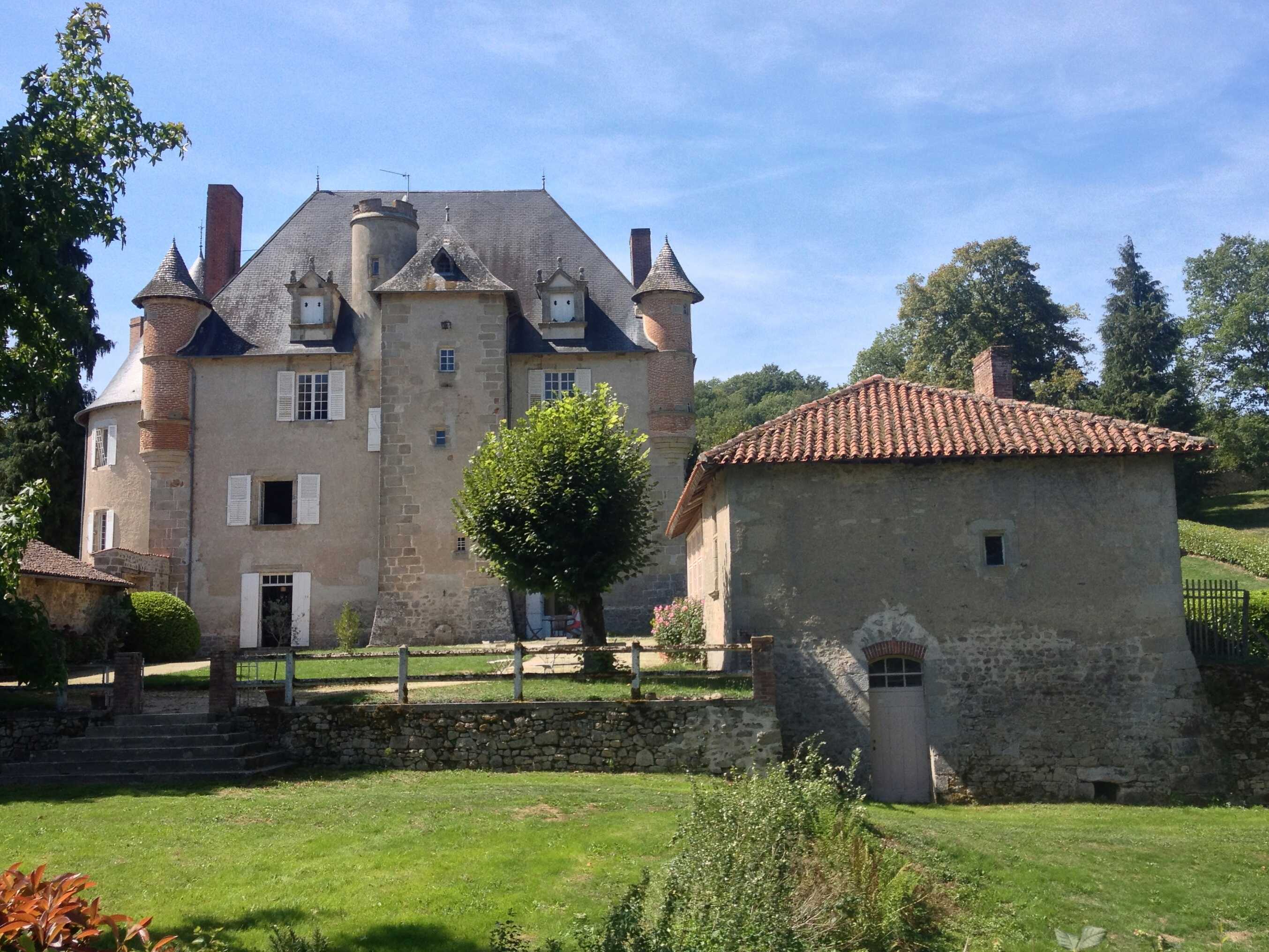
Schloss von Eyjeaux
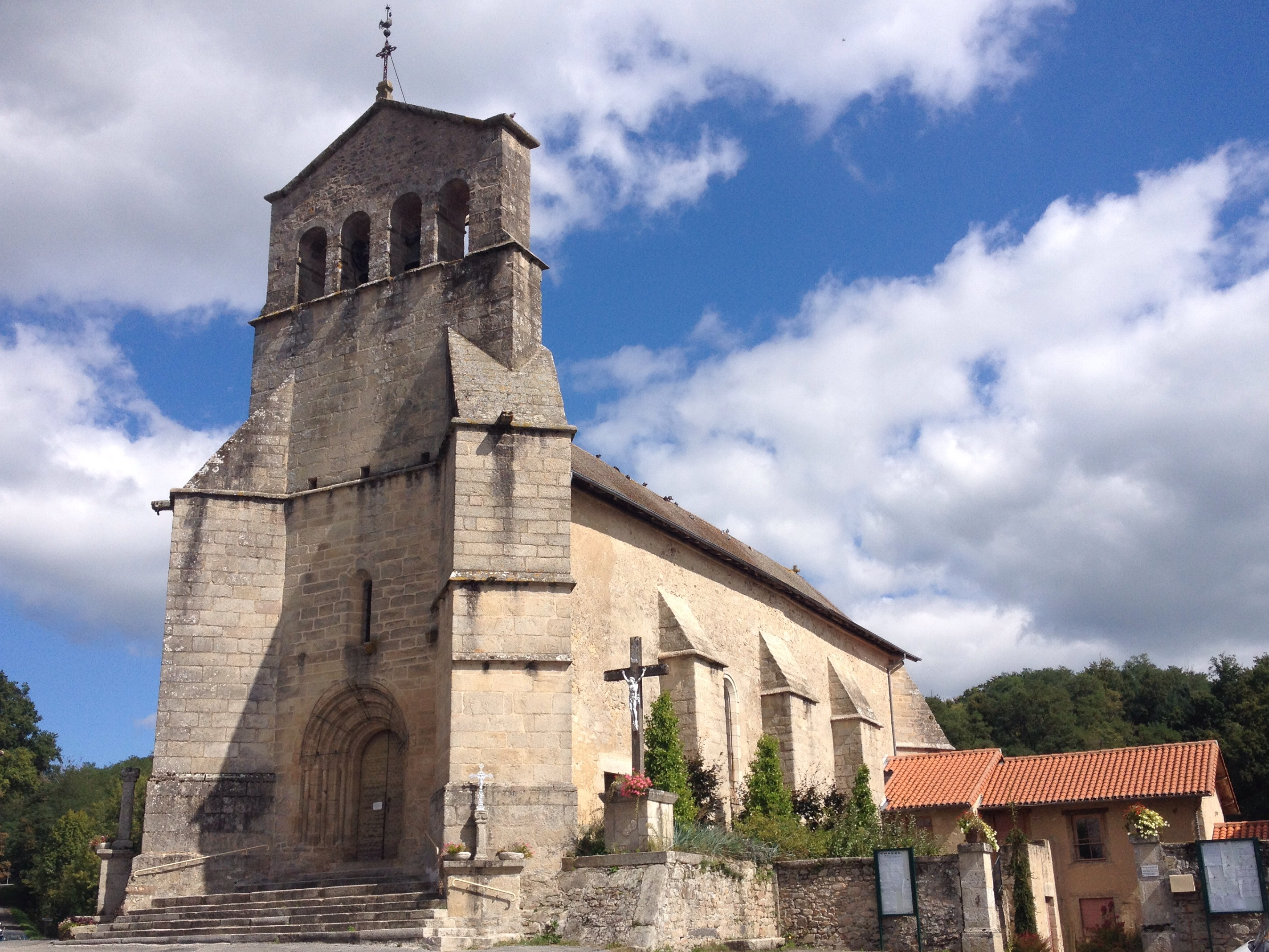
Kirche Saint-Martin-de-Tours